# Maschera protettiva

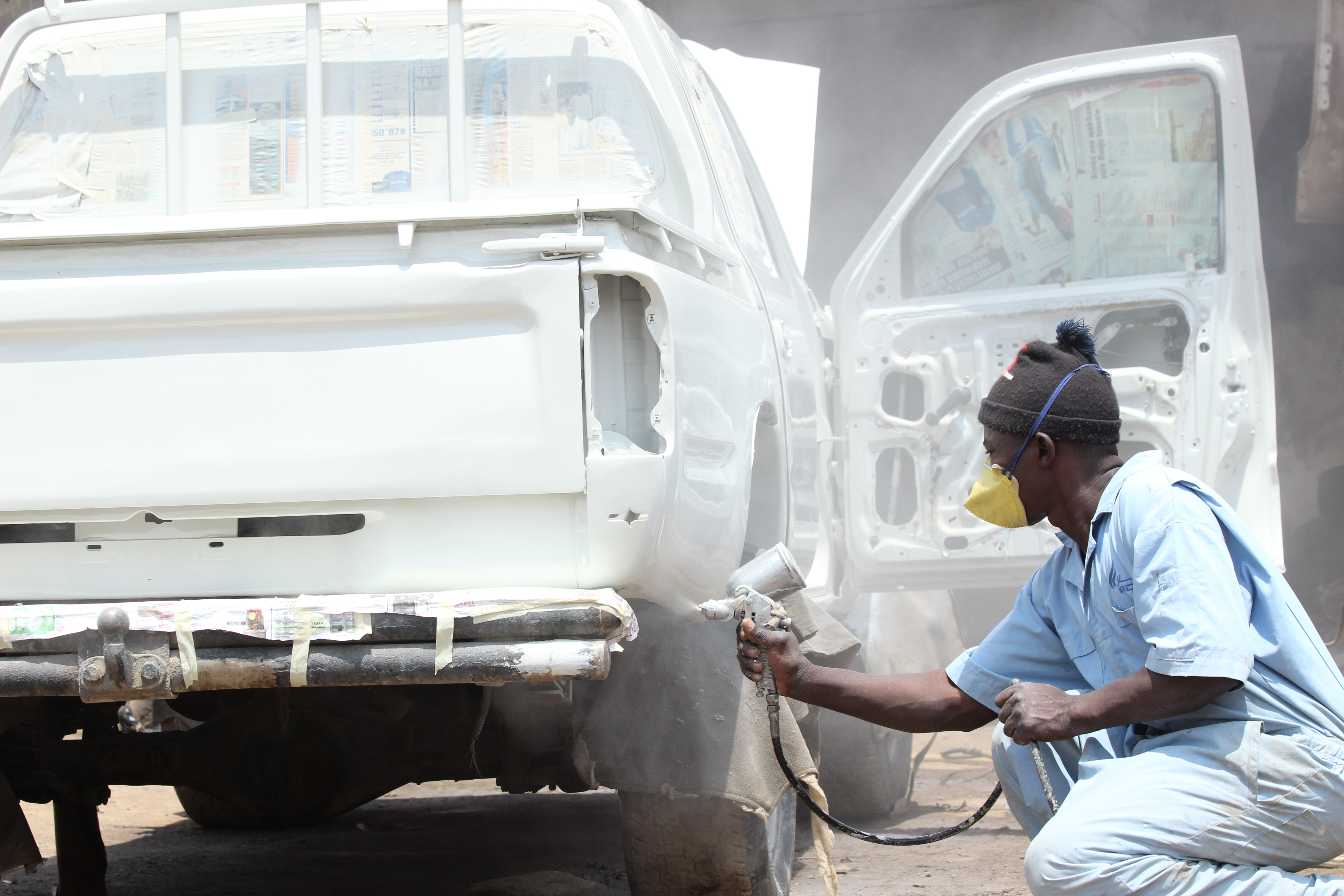
Un uomo usa una maschera protettiva per difendersi dalle esalazioni della vernice

Una maschera protettiva, o maschera di protezione, è, in generale, una qualsiasi maschera utilizzata come indumento protettivo per il viso, per parti di esso (occhi, naso ecc.), o per gli organi respiratori.

## Storia
Dal Milione di Marco Polo veniamo a sapere dell'uso di un certo tipo di mascherina risalente ai tempi nel regno di Cublai: «Quegli che fanno la credenza al Gran Cane signore, sono grandi baroni, e tengono fasciata la bocca e il naso con begli drappi di seta acciò lo loro fiato non andasse nelle vivande del signore».

## Impieghi
Le maschere protettive vengono utilizzate sul lavoro (ad esempio nella saldatura, nei lavori con la smerigliatrice, nella sabbiatura), ma anche nello sport (nell'hockey su ghiaccio, nella scherma, nel baseball), per la protezione antincendio, in ambito militare, nella medicina (maschera antigas, maschera respiratoria).
Con l'insorgere della COVID-19 l'uso della mascherina protettiva per le vie respiratorie si è reso obbligatorio, per lunghi periodi e in tutto il mondo, a partire dai primi mesi del 2020, con alcuni paesi che ne fanno ancora uso a tre anni dall’inizio dell’emergenza sanitaria.